# 안할트 근교선
안할트 근교선(독일어: Anhalter Vorortbahn)은 베를린과 브란덴부르크주에 있는 철도 노선이다. 노선의 원래 종점은 베를린에서는 포츠담 순환선역이었고, 여기에서 안할트선으로 진행했다. 1939년 베를린 남북 S반선 개통 이후에는 이 구간의 영업이 중단되었다. 남쪽으로는 안할트선의 장거리 열차선과 평행하게 진행한다. 1940년대 종착역은 베를린 리히터펠데 오스트역이었고, 1943년에는 베를린 S반 전동차는 베를린 리히터펠데 쥐트역, 증기 기관차 견인 열차는 루트비히스펠데역까지 운행했다. 베를린 장벽이 건설되면서 1961년부터는 베를린 시계를 기점으로 운행이 단절되었다. 2005년에는 텔토 슈타트 방면 연장선이 개통했다.

## 역사

### 장거리선과 근교선의 분리
19세기 말부터 베를린과 근교 인구가 급속하게 증가했다. 안할트선의 연선상에 있었던 리히터펠데(Lichterfelde, 1884년 이후 그로스리히터펠데; Groß-Lichterfelde)에는 1870년대부터 택지 개발이 진행되었다. 이에 따라서 19세기 말 안할트선의 근교선 열차 편성이 증가했다. 1891년 10월 1일 베를린 근교선에는 저렴한 별도 운임이 도입되었으며, 안할터선에서는 그로스 리히터펠데 B. H.(Groß Lichterfelde B. H.; B. H.는 각각 베를린과 할레를 가리키며, 1899년부터는 그로스리히터펠데 오스트역;Groß-Lichterfelde Ost)역까지가 근교 운임을 적용받았다. 1893년에는 그로스리히터펠데 쥐트역이 영업을 시작했으나, 이 역은 1938년 5월 15일이 되어서야 정식으로 근교 운임에 편입되었다. 1895년에는 랑크비츠빅토리아슈트라세(Lankwitz-Victoriastraße, 현재의 베를린 랑크비츠역)역이 개업했다.

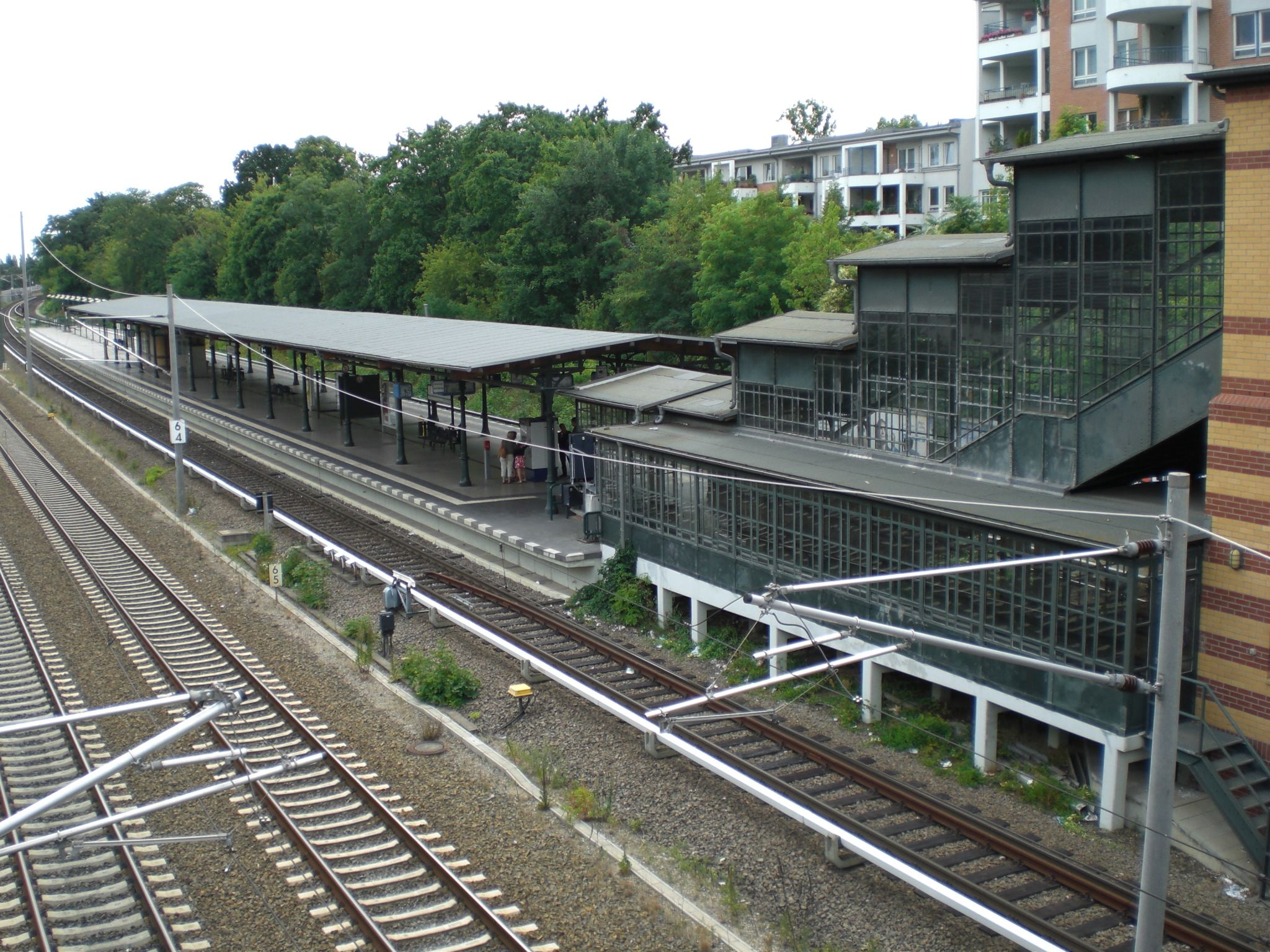
쥐트엔데역, 2008년

대베를린 광역권의 인구 증가 및 근교 운임 적용 때문에 근교선 승객은 계속 늘어났으며, 1895년부터 1900년까지 연간 7%씩 증가했다. 1887년부터 1899년까지 양쪽 종착역 일일 이용객은 연간 60만 명에서 320만 명으로 증가했으며, 열차 편성은 1887년 28편성에서 1895년 70편성으로 증가했다. 같은 구간에는 장거리 열차 52편성도 운행했다. 안할트역에서 종착했던 베를린-드레스덴선 열차는 안할트선의 란트베어 운하 남단까지는 같은 구간을 주행했고, 근교선 열차 20편성과 장거리 열차 12편성이 구간의 부하를 분산했다. 두 노선의 근교선과 장거리 열차를 합치면 일일 총 154편성이 운행했다. 혼잡 시간대에는 시간당 최대 11편성까지 열차가 운행했다.
안할트선은 당시에도 복선이었으나, 근교선 열차를 처리하기 위해서 추가 복선이 필요했으며 랑크비츠까지는 도로교통과의 평면교차를 피하기 위해서 고가로 건설할 예정이었다. 1896년 제안된 계획에서는 안할트선의 장거리 열차선 서쪽으로 추가 복선을 건설하는 것이었으며, 근교선 정차역은 장거리 열차역을 공유할 예정이었다. 안할트역부터 란트베어 운하까지는 장거리 열차선을 따라가고 드레스덴 화물역 인근에서 분기한다. 콜로넨교(Kolonnenbrücke) 일대에서 드레스덴선과 만나게 된다. 드레스덴선 열차가 순환선과의 교차점에서 안할트선의 장거리 열차선으로 이동할 수 있도록 템펠호프 조차장역이 설계되었다. 템펠호프 조차장역 남쪽으로는 안할트선 장거리 열차선의 서쪽으로 교외선이 진행하며, 당시 계획된 종착역까지 이어진다.
그러나 안할트 근교선 열차가 안할트 장거리 열차역 대신 베를린 포츠담 순환선역에서 출발하기로 결정되었다. 안할트역에서 출발하는 경우 우편 및 긴급 화물 착발선이 철거되어야 했다. 드레스덴 화물역에서 출발하는 경우 선로가 화물 야적장을 분단하여 화물 야적 기능이 축소되어야 했다. 당시의 안할트역에서는 다른 시내 교통으로의 환승이 포츠담 광장 인근에 있는 포츠담역보다 더 불편했다. 또한 안할트 장거리역은 부지 확장 가능성이 부족했다. 안할트 근교선을 포츠담역 착발로 변경한다고 하더라도 포츠담역의 장거리 열차 이용객은 크게 증가하지 않을 것이라고 판단했다.
근교선 열차는 포츠담 순환선역의 동쪽에서 시작되었으며, 이 부분은 완공 이후 포츠담 순환선 및 근교선역(Potsdamer Ring- und Vorortbahnhof)으로 불리기 시작했다. 1891년에 건설된 남부 순환선 연결선(Südringspitzkehre) 선로도 서쪽으로 이설되어야 했으며, 순환선역에서 두 선로가 연결되었다. 두 선로는 현재의 베를린 지하철 글라이스드라이에크역 일대에서 고가로 진행한다. 안할트 근교선은 드레스덴 화물역의 두 화물 야적장 사이를 통과하여 드레스덴선의 장거리 열차선 쪽으로 진행한다. 이 과정에서 드레스덴 화물역의 선로 서쪽에서 화물 취급을 중단했고, 그 자리에는 신호소 및 안할트 근교선 열차용 12선 규모의 기관차고가 설치되었다. 템펠호프 조차장역 인근에서는 드레스덴선 하부를 2회 교차하여 안할트선의 열차선을 다시 따라간다. 이후 남쪽으로는 안할트선 장거리 열차선의 서쪽으로 계속 진행한다. 랑크비츠까지는 선로가 제방 위를 따라서 설치되어 있으며, 쥐트엔데역 일대에서 절개지로 변경된다. 리히터펠데 오스트역부터는 장거리 열차선과 같은 높이로 진행하며, 근교선 승강장 외에도 270 m 길이의 장거리 열차 승강장이 건설되었다. 드레스덴선과의 분기점에서는 마리엔도르프역(현재의 아틸라슈트라세역) 방면으로 진행하는 별도의 근교선이 분기하며, 시외 방향으로 과거 드레스덴선의 장거리 열차선을 사용한다. 근교선 열차 승강장은 길이 200 m, 너비 10 m 섬식 승강장으로 설계되었고, 포츠담 순환선역은 승강장 길이가 194 m였다. 안할트 근교선과 순환선이 교차하는 파페슈트라세역(현재의 쥐트크로이츠역) 외에도 순환선의 에버스슈트라세역부터 릭스도르프역까지 구간이 복복선화되었으며 순환선 서쪽에서 템펠호프 조차장을 잇는 연결선이 건설되었다.
안할트 근교선은 1901년 12월 1일 개통했으며, 포츠담 순환선역부터 그로스리히터펠데 오스트역까지 9.32 km 구간이 영업을 시작했다. 노선 개통에 따라서 새로운 근교선 파페슈트라세역이 영업을 시작했으며, 1세기 이후인 2006년에 쥐트크로이츠역으로 증축된다. 근교선에는 매일 74편성의 열차가 운행했으며, 평시 20분, 혼잡 시간대 10분 배차 간격으로 운행했다. 1903년 5월 1일에는 베를린 요르크슈트라세역(현재의 요르크슈트라세역)이 개통했다. 당시 건설 비용은 총 550만 금 마르크였다. 계획된 비용은 560만 금 마르크였으며, 1896년 계획 당시 비용은 530만 마르크였다.

### 전철 운행
1899년에는 연합전기회사(Union-Elektricitäts-Gesellschaft, UEG)와 프로이센 국영철도에서 베를린의 도심, 순환, 근교선을 전철화할 연구를 시작했다. 1901년에는 전철화 사업을 주관했던 프로이센 공공사업부(Ministerium für öffentliche Arbeiten)에서 안할트 근교선에서의 전철화 시험 운행을 결정했다. 당시 다른 근교선 열차는 반제선을 제외하면 장거리 열차와 선로를 공유하고 있었고, 안할트 근교선은 장거리선과 분리되어 있었기 때문이었다. UEG 측에서는 2축 대차 2개가 장착된 동차를 시험 운행에 사용할 예정이었다. 그에 반해서 왕립 베를린 철도국(Königliche Eisenbahn-Direktion (KED) Berlin)에서는 가벼운 축중과 다른 근교선 열차와의 유지보수 편의성을 위해서 과거에 사용했던 3축 컴파트먼트 객자를 사용하기를 원했다. 1902년 7월 UEG와 국영철도에서는 전철 시설 설치 계약을 체결했다. 계약상에서 UEG는 2축 대차 2개가 장착된 차량 12량 납품(최종적으로는 18량 납품), 급전 궤도 설치, 베를린 철도국 직원 훈련을 담당했다. 베를린 철도국은 시설 비용으로 연간 110,190 금 마르크씩을 UEG에 지불하기로 했으며, 비용을 전부 납입한 후에는 국영철도에 소유권이 귀속되었다. 향후 객차와 동차를 발주할 때에는 객차 3개월, 동차 8개월이라는 납품 기한이 설정되었다. 전기 에너지 비용은 1 kWh당 7 페니히로 결정되었다. 문제점이 발생한 경우에는 UEG 측에서 3개월 내에 해결해야 했으며, 그렇지 못한 경우에는 별도의 비용 지불 없이 전철 운행이 중단되었다. 계약 기한은 총 15년이었다.
전철 급전은 직류 550V 제3궤조를 사용하기로 했으며, UEG의 남서부 발전소(Kraftwerk Südwest)에서 충당되었다. 발전소에서 파페슈트라세역과 요르크슈트라세역 사이에 있는 급전소까지 특별 송전선이 설치되었고, 각 방향 노선 급전은 별도로 이루어졌다. 급전 궤도는 노반과 절연 장치가 설치되었고 전동차에서는 상부 접촉 방식을 사용했다. 급전 궤도는 선로 중심점에서 1570 mm, 궤도 위에서 320 mm 떨어진 지점에 설치되었으며, 주행 방향의 왼쪽에 설치되어 본선 상에서 복선 노선의 급전 궤도가 나란히 배치되고 승강장에서는 승강장 아래쪽에 배치되도록 설계되었다. 급전 궤도의 경계면은 집전 장치가 손상되지 않도록 유연한 구리 재질을 사용하여 연결되었다. 배차 간격을 10분-20분 사이가 유지되었다. 각각 열차는 동차 3량으로 구성되었으며, 양쪽 선두차는 3등석, 중간차는 2등석으로 구성되었고 편성 정원은 206명이었다. 표정 속도는 약 시속 32 km였으며, 9 km 노선 전체를 주행하는 시간은 정차 시간 30초 기준 약 17분이었다. 증기 기관차 운행에 비해서 3분의 시간을 절약할 수 있었다. 전동차 편성 출력은 약 750마력이었고, 시간표 개정 없이 차후 중간차 1량을 더 추가할 수 있었다.
1903년 5월 4일 첫 전동차가 템펠호프 기지에 반입되었다. 5월 6일/7일 밤 파페슈트라세역에서 그로스리히터펠데 오스트역까지의 시험 운행이 진행되었다. 7월 8일에는 계약상의 조건대로 증기 기관차 기준 시간표대로 영업 시운전이 시작되었다. 1주간의 시험 운행 이후 1903년 7월 15일부터 영업 운전이 시작되었고, 이때부터 전동차 기준 시간표를 사용했다. 전동차 18량은 3량 6편성으로 조성되었으며, 이 중 4편성은 영업 운전, 1편성은 템펠호프 기지에서의 검수, 1편성은 요르크슈트라세에서 예비용으로 대기하고 있었다.
증기 기관차에 비해서 높은 가속력, 짧은 운행 시간, 더 적은 증기와 미세먼지 피해가 호평받았다. 증기 기관차 운행 당시 연간 이용객 460만 명에서 2년 후 680만 명으로 약 50% 증가했다. 1906년에는 베를린 철도국에서 전동차 6량을 주문하여 1910년까지의 예측 수요를 대비할 수 있도록 4량으로 증결했다. 평시 배차 간격은 계속 10분으로 유지되었다. 차량을 더 투입하기 위해서 베를린 철도국에서는 남서부 발전소에 5분 배차 간격이 가능한지를 질의했으며, 발전소 측에서는 전력 공급 시설의 확충 비용으로 184,000 금 마르크를 제시했다. 철도국 측에서는 비용에 만족하지 못해서 UEG의 후신인 AEG와 협상에 들어갔으며, 1911년 프로이센 국영철도에서 691,000 금 마르크에 전철 시설 전부를 인수했고, 1918년까지 비용을 지불하기로 했다. 1912년 여름에는 철도국에서 1편성을 추가로 투입하여 7분 30초 배차가 가능한지 실험해 보았다. 야간 시험 운행 결과 열차가 진입했을 때 가선 전압이 280 V까지 감소했으며 장기적인 운행이 불가능함이 확인되었다. 이에 따라서 철도국과 AEG는 발전소에서 급전소까지의 송전 용량 확대 및 귀전 궤도의 용량 증가 계약을 맺었다.
1915년에는 그로스리히터펠데 오스트역이 확대되었다. 1921년까지 증기 난방에서 전기 난방으로 교체되었다. 1921년/1922년 겨울 강추위 때문에 난방으로 인한 전기 에너지 사용이 커지면서 동력 에너지가 최대 50%까지 감소하여 정시 운행이 불가능하게 되었다. 해당 시점에서 약 20년간 사용 중이었던 급전 궤도가 상당 부분 마모되었으며, 일부 궤도는 제1차 세계 대전 과정에서 손실되었으며, 이에 따른 에너지 손실이 커졌다. 문제 해결 방안으로 1922년에는 모든 전동차에 전류 제한 장치와 난방 차단 장치가 장착되어 동력 에너지가 많이 필요할 때 난방기 전원이 차단되었다. 1923년 11월까지 급전 궤도 개보수공사가 진행되었다. 한편 1922년에는 급전 궤도 표준화가 결정되어 1924년부터 전 노선이 표준화된 직류 800 V로 전철화될 예정이었다. 승압을 통해서 급전 비용을 절감할 수도 있었다. 급전 궤도 증설 계약은 AEG와 지멘스에게 맡겨졌으며, 1926년 1월 6일까지 안할트 근교선 급전 궤도 개선이 예정되었다. 지멘스에서는 1924년에 신형 급전 장치를 개발했으며, 1925년 2월 25일 요르크슈트라세역 기지 일대에서 시험 운행을 거쳤다.
노선 운행 초기에 도입된 전동차도 내구 연한이 끝나가고 있었기 때문에 베를린 S반의 대전철화 시기에 맞춰서 안할트 근교선에도 새로운 전동차가 도입될 예정이었다. 1928년에는 새로운 전동차 도입 논의가 시작되었다. 당시 베를린 철도국(Reichsbahndirektion Berlin)에서는 신형 전동차를 직류 500 V에서 운행하다가 이후에 800 V로 승압할 계획이 있었다. 1925년 5월 30일/31일에 1925년산 전동차 시험 운행을 거쳤으나, 가선 전압 500 V에서는 영업 운전에 필요한 속도인 시속 45-50 km를 달성할 수 없었으며, 가선 전압 440 V에서는 저전압 보호 장치가 작동했다. 이해 관계자들을 압박하기 위해서 베를린 철도국에서는 1928년 6월 5일 해당 전동차가 요구 사항을 만족하지 못한다고 통보했으며, 이에 따라서 쇠네바이데 기지에서 전동차 32량 중 22량이 계획보다 빠르게 수리되었고 추가 2량은 정기 검수에 들어갔다. 1928년 8월에는 추가 전동차 시험 운행이 진행되었다. 1929년 7월 2일부터 베를린 S반 표준 가선전압이 직류 750 V로 표준화되었다. 1928년 10월 7일에는 안할트 근교선에서 드레스덴 근교선이 분기하는 지점에 프리스터베크역이 개업했다.
1936년부터 1938년 사이에 노선의 급전 상황이 개선되어서 1939년 5월 15일부터는 드레스덴선의 근교선 운행도 전철화되었다. 그전까지는 포츠담 순환선역과 프리스터베크역 사이에 전동차와 증기 기관차 견인 열차가 같이 운행했다. 같은 해 10월 9일에는 베를린 남북 S반선이 개통했고, 터널 남쪽과 요르크슈트라세역이 연결되는 대신 포츠담 순환선역으로 더 이상 열차가 운행하지 않게 되었다.

### 루트비히스펠데 연장

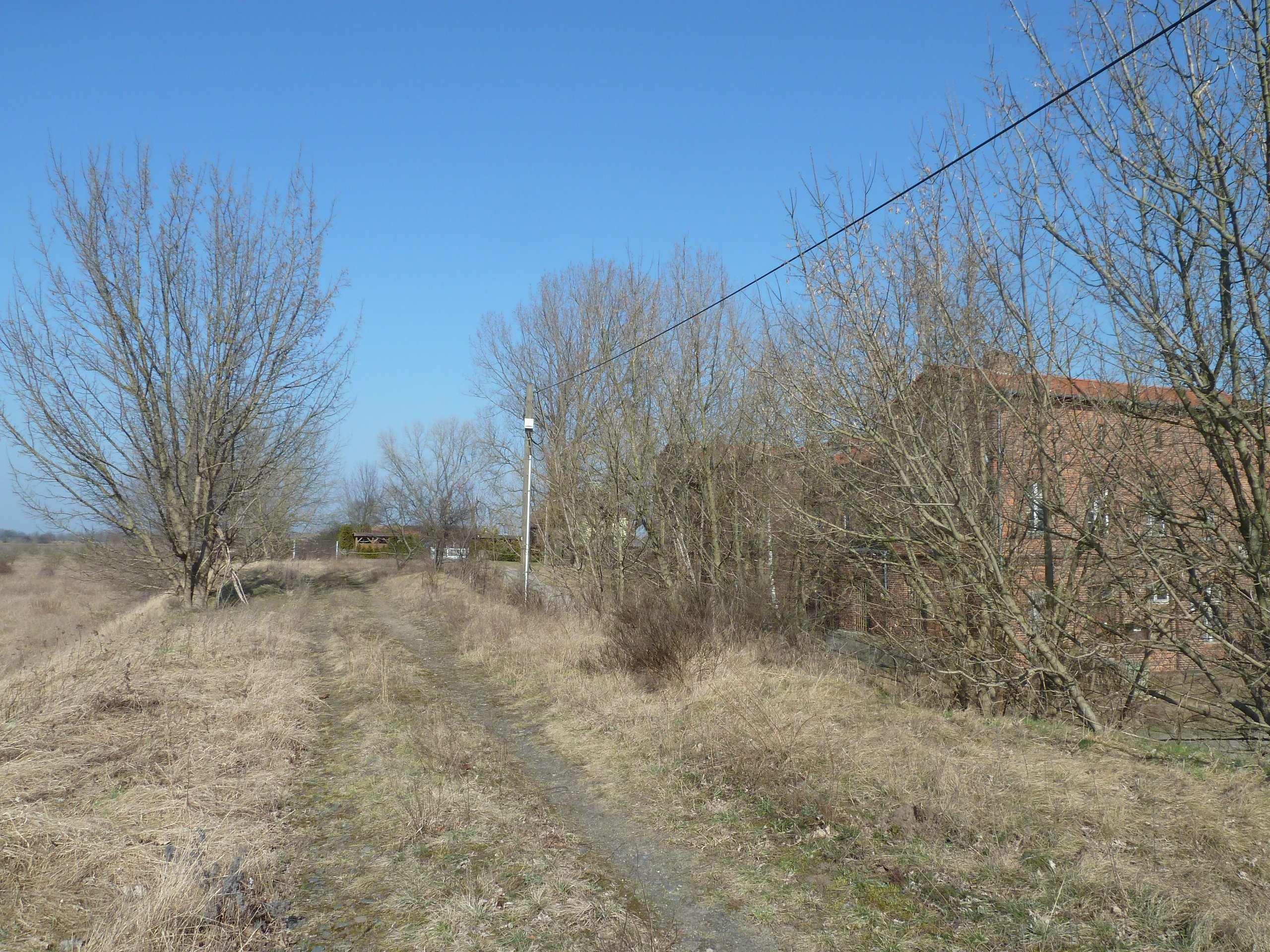
그로스베렌역 대합실 서쪽에 있는 과거 안할트 근교선의 노반

1930년대에는 베를린 남부로 노선을 연장하는 계획안이 제시되었으나, 제2차 세계 대전으로 인하여 그 중 일부만 실현되었다. 이 중에는 S반 운행을 트레빈까지 연장하고 추가 기지를 건설하는 것도 있었다. 그 대신 루트비히스펠데역까지 근교선 노선이 연장되었고 1943년 8월 9일에 개통했다. 겐스하게너 하이데역(Genshagener Heide)까지는 지상 제방 위에 궤도가 설치되었으며, 그 이후는 지면상에 궤도가 설치되었다. 루트비히스펠데역 근교선 승강장은 두단식으로 설계되었고, 신규 정차역으로 당시 다임러 항공기 엔진 공장이 있었던 비르켄그룬트 노르트 및 쥐트(Birkengrund Nord, Süd)역이 개통했다. 초기에는 공장 노동자 대상으로만 영업했으나 이후 일반 대중에 개방되었다. 장거리 열차선 역시 텔토역 이전까지 제방으로 변경되었다.
제2차 세계 대전 후반부에 안할트선이 파괴되었으며, 텔토 운하를 지나는 다리는 독일군에 의해서 파괴되었다.

### 독일의 분단기

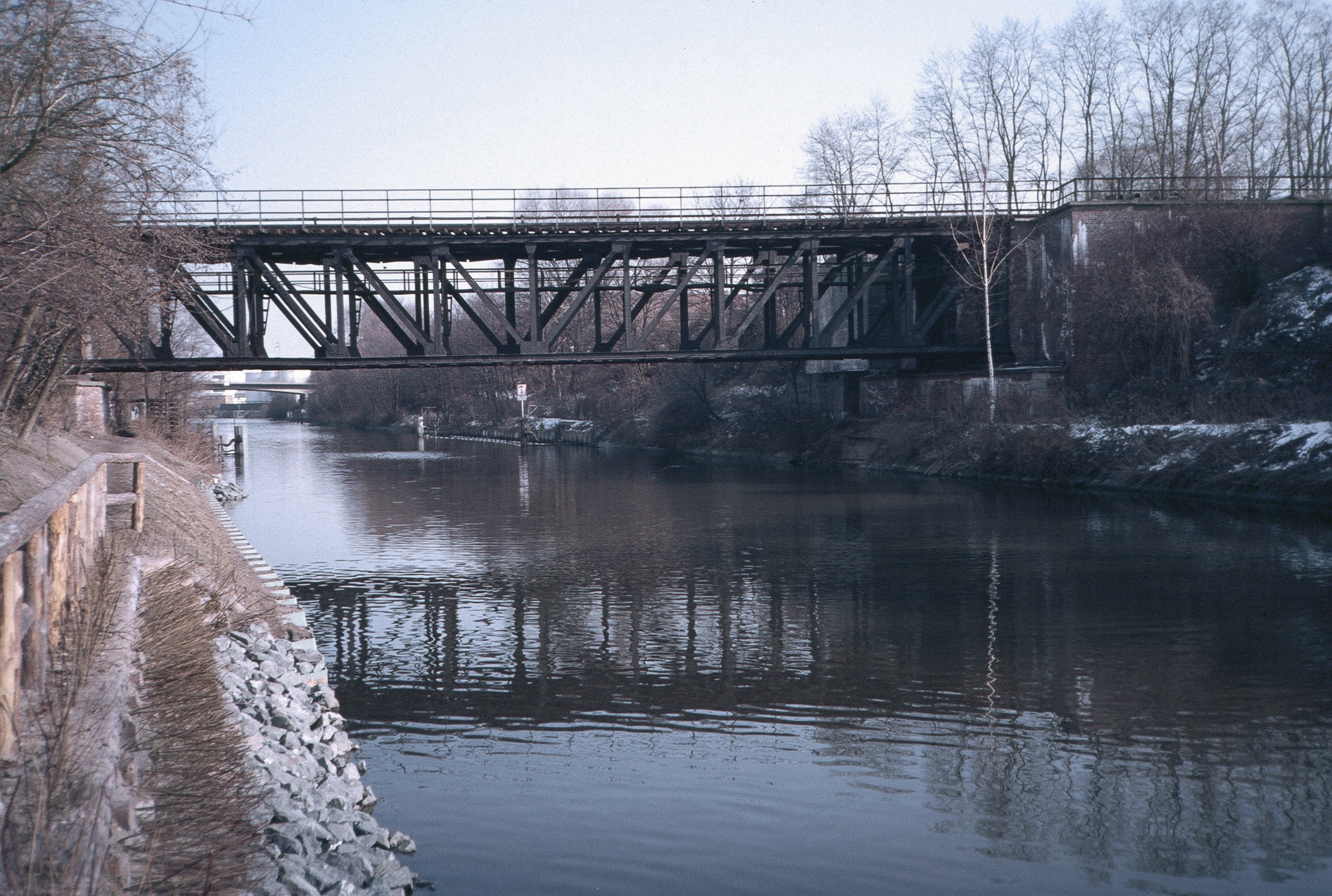
텔토 운하를 지나는 단선 철교, 1987년

제2차 세계 대전 종전 이후 노선이 단계적으로 영업을 재개했다. 1945년 6월 8일부터는 요르크슈트라세-쥐트엔데, 8월 17일부터는 리히터펠데 쥐트까지 단선으로 복구되었다. 1946년 7월 18일 텔토 운하 철교 남단이 복선으로 복구되었으나, S반 운행은 단선으로 유지되었다. 1946년 여름에는 베를린 남북 S반선 터널의 남부 구간이 복구되었으며, 안할트역-요르크슈트라세 구간 운행은 1946년 8월 15일에 복구되었다.
1952년까지는 그로스베렌역까지 근교선 열차가 운행했다. 1951년에는 리히터펠데 쥐트-텔토 구간에 S반 전동차가 운행했다. 남쪽에서 올라오는 열차는 텔토역에서 운행을 중단했으며, 베를린 방향으로는 S반으로 갈아타야 했다. 텔토-루트비히스펠데 구간의 근교선은 철거되었다. 1961년 8월 13일 베를린 장벽 건설 이후에는 리히터펠데 쥐트역 남쪽의 S반 운행이 중단되었다. 베를린 시계에서 그로스베렌역 일대까지의 구 노반은 보존되어 있다. 그로스베렌역 일대에 남아 있었던 구 노반의 흔적은 1990년대 이후 도로 확장으로 사라졌다.

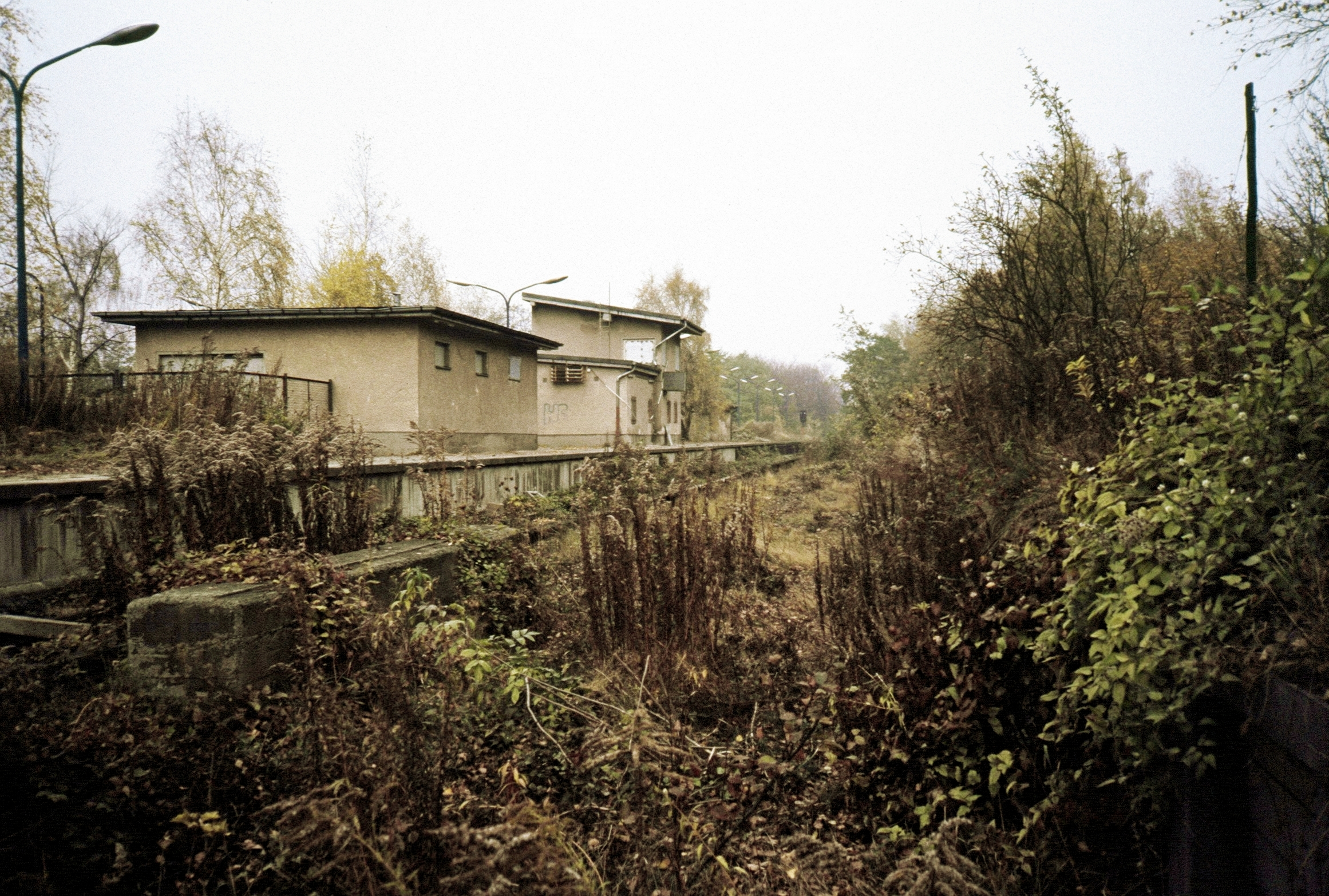
방치된 리히터펠데 쥐트역, 1987년

1980년 9월 독일국영철도 파업 이후에도 안할트 근교선의 S반 영업은 유지되었다. 1984년 1월 8일 BVG에서 영업권을 양도받은 후 베를린 내각의 결정에 따라서 프리스터베크-리히터펠데 쥐트 구간 영업이 중단되었다. 프리스터베크역 이북 구간은 리히텐라데역 방면으로 운행하는 드레스덴선 열차가 계속 사용했다. 이 시기에는 안할트 근교선의 S반 노선을 따라서 다임러-벤츠에서 개발한 궤도버스를 사용하는 것을 고려한 적도 있었다. 그러나 궤도버스를 운행하려면 노반과 궤도를 완전히 철거하고 주행로를 설치해야 했기 때문에 정치적 및 기술적으로 실현되지 못했다.

### 독일의 재통일 이후
독일의 재통일 이후 S반 운행은 여러 단계에 걸쳐서 복원되었다. 1995년 5월 28일 프리스터베크-리히터펠데 오스트 구간이 복구되었고, 1998년 9월 27일에는 리히터펠데 쥐트역까지 복구되었다. 이 과정에서 리히터펠데 오스트역과 리히터펠데 쥐트역 사이에 베를린 오스도르퍼 슈트라세역이 추가로 개통했다.
2005년 2월 24일에는 1930년대까지 거슬러 올라가는 과거 계획에 따라서 텔토 슈타트 방면 연장선이 개통했다. 원래 계획에 있었던 반제 및 슈탄스도르프 방면 연장은 건설되지 않았지만 노선 부지는 확보되어 있다. 텔토 슈타트역은 텔토역에 비해서 텔토 중심에 더 가까운 곳에 위치해 있다. 1930년대 이후 도시 개발이 진행되었으나 당시 계획된 노선 부지는 그대로 사용할 수 있었다. 이 과정에서 리히터펠데 쥐트역에서 출발한 노선이 베를린 시계 직전에서 서쪽으로 방향을 전환한다.
현재의 텔토역은 S반이 정차하지 않고 지역간 열차만 정차한다. 2000년대 이후 안할트선 개보수공사에 따라서 과거 근교선 승강장 진입부가 철거되었다. 한편 그로스베렌역까지의 근교선 노반은 남아 있으나 사용되고 있지 않다. 비르켄그룬트 일대에서는 과거 근교선 노반으로 장거리 열차선 일부가 이설되었다.

## 보안 장치

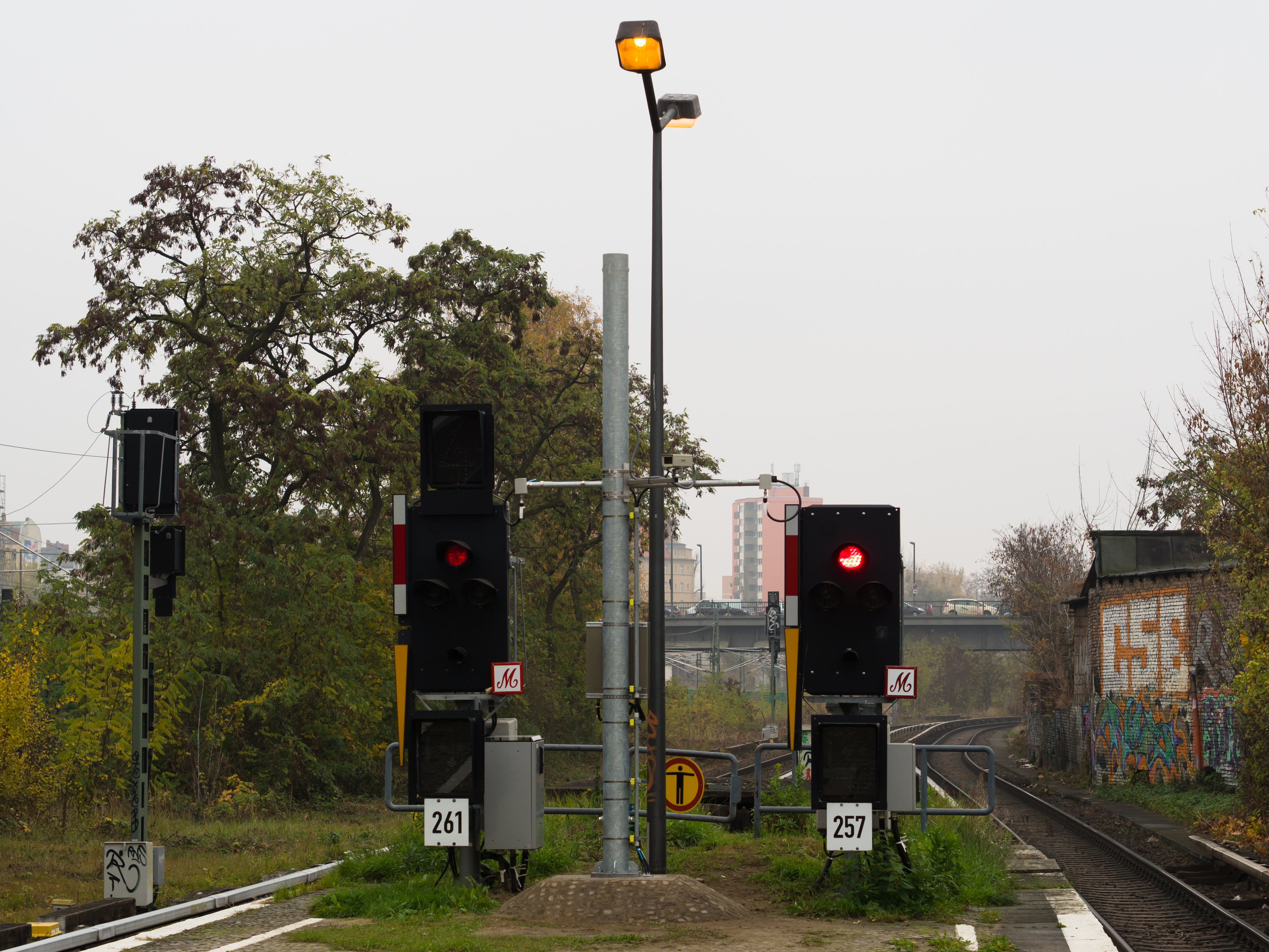
요르크슈트라세역의 Ks 신호기, 2014년

노선은 CTC화가 진행되어 있다. 주 신호기는 양쪽 종착역, 드레스덴선과의 교차점 및 차량 기지 진입선 분기기 주변에 설치되어 있다. 쥐트크로이츠역과 쥐트엔데역에는 추가로 진입 및 출발 신호기가, 랑크비츠역에는 진입 신호기가 설치되어 있다. 반자동폐색을 사용하며 양 종착역은 그 자체적으로 폐색을 구성한다.
독일국영철도 시기인 1927년에는 직류 궤도회로와 자동식 주 신호기가 설치되었다. 완목식 신호기 외에도 야간에도 식별 가능한 색등식 신호기가 사용되었다. 일부 구간에는 대체 신호기가 설치되었고, 보안 장치로는 기계식 열차 장치가 설치되었다. 이 노선에서 얻은 경험을 바탕으로 Sv 신호기와 베를린 S반의 자동 폐색이 고안되었다. 독일국영철도에서 S반 운행에 사용했던 H/V 색등 신호기는 1943년까지 리히터펠데 쥐트역까지의 구간에서 사용되었으며 이후 전 구간 Sv 신호기로 교체되었다.
운행 재개 이후에는 1995년 5월부터 BPRS(이전 Wkp) 전자식 신호소에서 전 구간 관제를 담당하게 되었다. Ks 신호기와 중앙 통제식 폐색이 설치되었다. 신호소 제어 구간은 1998년에는 리히터펠데 쥐트역까지, 2004년에는 텔토 슈타트역까지로 확대되었다. 2014년 2월에는 요르크슈트라세-리히터펠데 쥐트-텔토 슈타트 구간에 ZBS가 도입되어 기존의 기계식 보안 장치를 대체했다.

## 운행
근교선과 장거리선 분리 이전에는 베를린-그로스리히터펠데 구간에 1시간에 방향별 근교선 열차가 2편성 운행했다. 열차 시간표는 장거리선에 맞춰져 있어서 근교선 증편이 어려웠다. 근교선 개통 이후에는 15분으로 배차 간격이 단축되었다. 초센 방면 근교선 열차는 최소 1시간 배차 간격으로 운행했으며 출퇴근 시간에 증편되었다. 전동차 운행 시작 이후에는 출퇴근 시간 배차 간격이 10분으로 단축되었고, 이후 전 시간 10분 배차로 단축되었다. 1913년 겨울 시간표 개정에서는 7분 30초 배차로 단축되었다. 제1차 세계 대전으로 인한 검수 주기 증가와 열차의 사용 연한 증가로 인하여 배차 간격이 평시 15분, 출퇴근 시간 10분으로 증가했던 적이 있었다. 1928년 여름에는 다시 10분 배차로 단축되었다. 승압 이후에도 10분 배차 간격은 계속 유지되었다.
베를린 남북 S반선 개통 이후 리히터펠데 오스트-베르나우 바이 베를린간 3 열차군의 기본 배차간격은 20분, 리히터펠데 오스트-슈테틴역간은 10분 배차가 도입되었다. 비슷한 시기 전철화된 드레스덴선은 말로역-펠텐(마르크)역간 2 열차군을 기본 20분 배차간격으로 운행했다. 1940년 4월 1일에는 2 열차군과 3 열차군의 남쪽 종착역이 맞바뀌었다. 1943년 8월 9일 근교선의 루트비히스펠데 연장 이후로 독일국영철도는 리히터펠데 쥐트역까지 10분 배차 간격을 유지했다. 1944년에는 리히터펠데 쥐트-루트비히스펠데 구간을 출퇴근 시간에는 10-20분, 평시 30/60분 배차로 운행했다. 1945년 4월에는 S반 전 구간 운행이 중단되었다.
1945년 6월 8일 요르크슈트라세-쥐트엔데 구간에 매일 증기 기관차 열차 2편성이 운행했다. 1945년 8월 2일부터 요르크슈트라세-쥐트엔데, 16일부터는 마리엔도르프 구간에 전동차가 30분 간격으로 운행했다. 텔토 운하 철교 보수 이후 리히터펠데 오스트역으로 연장되었고, 1945년 8월 말부터는 리히터펠데 쥐트역으로 운행이 연장되었으나 쥐트엔데역을 기점으로 셔틀 운행했다. 1945년 12월 24일부터는 리히터펠데 쥐트-루트비히스펠데 구간에 증기 기관차 운행이 다시 시작되었다. 북쪽으로는 1946년 8월 15일부터 포츠다머 플라츠 방면 운행이 재개되었다. 1949년 3월 27일부터는 베르나우 방면으로 열차 운행이 재개되었다. 1951년 7월 7일부터는 리히터펠데 쥐트-텔토 구간에 전동차 운행이 재개되었고, 한동안은 증기 기관차 견인 열차와 공유했다. 같은 해 텔토역에 별도의 승강장이 건설되면서 루트비히스펠데역을 출발한 증기 기관차 견인 열차는 텔토역에서 종착했다. 이후 장거리 열차선으로 운행했으나 1952년 베를린 방면 운행이 중단되었다.
베를린 장벽 건설 이후에는 동독 영토로 운행할 수 없게 되면서 리히터펠데 쥐트-게준트브루넨 구간만을 운행했다. 1972년부터는 2, 3 열차군을 모두 리히터펠데 쥐트-하일리겐제-리히텐라데-게준트브루넨/쇤홀츠-리히터펠데 쥐트 순서로 운행하도록 조정했다. 1980년 9월 독일국영철도 파업 이후에는 NII 열차군이 리히터펠데 쥐트-하일리겐제, NI 열차군이 리히텐라데-프로나우 구간을 운행했다. BVG에서 S반 영업권을 넘겨받은 후에는 NII 열차군의 운행이 중단되고 S2 노선이 된 NI 열차군은 안할트역-프로나우 구간으로 단축되었다. 1984년 5월에는 리히텐라데-게준트브루넨 구간 중 아틸라슈트라세 이북 구간에 10분 배차가 도입되었다. 1986년에는 프로나우역으로 다시 연장되었다.
1995년 5월 28일 프리스터베크-리히터펠데 오스트 구간이 영업을 다시 시작했으며, S25(리히터펠데 오스트-테겔), S26(리히터펠데 오스트-바이트만스루스트) 노선이 운행을 다시 시작하여 안할트 근교선 전 구간에 10분 배차가 다시 도입되었다. 프리스터베크역 이북 구간은 S2 노선과 합쳐서 5분 배차가 도입되었다. S26 노선은 1995년 7월 12일 베를린 북역으로 단축되었다가 1995년 10월 15일 S25에 다시 합쳐졌다. 1998년 10월 25일부터는 S25 노선이 남쪽으로는 리히터펠데 쥐트역으로, 12월 15일부터는 북쪽으로 헤니히스도르프역으로 연장되었다. 2005년 2월 25일에는 텔토 슈타트역이 개통했다.
S2 노선은 프리스터베크역까지의 운행 구간을 계속 공유한다. 2000년대 초반 게준트브루넨 일대 공사 당시에는 S26 노선이 임시로 다시 운행했다. 2017년 12월 12일 리히터펠데 쥐트-바이트만스루스트간을 운행하는 S26 운행 계통이 부활했다.

## 참고 문헌
- Peter Bley (1990). 《150 Jahre Berlin-Anhaltische Eisenbahn》. Düsseldorf: alba. ISBN 3-87094-340-8.
- Wolfgang Kämmerer (2003). 《100 Jahre elektrischer Betrieb Berlin Potsdamer Bahnhof – Groß-Lichterfelde Ost》. Berlin: VBN Verlag B. Neddermeyer. ISBN 3-933254-39-6.